# Ovacık, Kemer
Ovacık là một xã thuộc huyện Kemer, tỉnh Antalya, Thổ Nhĩ Kỳ. Dân số thời điểm năm 2011 là 82 người.